# Jaime Díaz Rozzotto
Jaime Díaz Rozzotto (Quetzaltenango, 12 dicembre 1918 – Marchaux, 29 ottobre 2011) è stato un politico e docente guatemalteco.

## Biografia
Jaime Díaz Rozzotto è nato a Quetzaltenango, Guatemala, il 12 dicembre 1918. Nel 1937 ottiene il diploma di maestro della Scuola Normale del Guatemala e l'esame di maturità. Frequenta per due anni la Facoltà di Medicina da dove è espulso per aver organizzato uno sciopero contro i metodi retrogradi d'insegnamento. Nel 1944 partecipa alla rivoluzione contro Jorge Ubico che governa il paese al servizio degli Stati Uniti. Uno sciopero generale caccia il tiranno, il 25 giugno 1944, e viene eletto il presidente democratico Juan José Arévalo, poi Jacobo Arbenz Guzmán che attua un programma rivoluzionario, in particolare con la realizzazione della riforma agraria. Nel 1951 Díaz Rozzotto si laurea in filosofia all'Università San Carlos di Guatemala, poi ottiene l'abilitazione per l'insegnameno secondario. Dopo essere stato capo redattore del Diario de Centroamerica, presidente del partito Renovacion Nacional e magistrato del tribunale elettorale, è nominato Segretario Generale della Presidenza della Repubblica nel governo di Arbenz. Con l'invasione americana del 1954, viene instaurato un regime neoliberale militarista che cancella tutto l'operato dei dieci anni (1944-1954) della rivoluzione del 20 ottobre 1944. Díaz Rozzotto è esiliato in Messico. Ottiene, nel 1959, il dottorato in filosofia cum laude all'Università Autonoma del Messico con una tesi sul carattere della rivoluzione in Guatemala, e occupa la cattedra di professore di filosofia e di sociologia. Torna clandestinamente in Guatemala e vi resta per sette anni, nascosto dai compagni comunisti e dal popolo guatemalteco. Gli viene attribuita la cattedra di Storia della filosofia e Logica all'Università San Carlo del Guatemala (Quetzaltenango), ma, essendo sempre nascosto, le sue lezioni sono diffuse su nastri preregistrati. Poi la persecuzione si fa più dura con il governo golpista del presidente Peralta Asurdia. Díaz Rozzotto raggiunge allora l'Unione Sovietica; collabora all'Istituto dell'America Latina dell'Accademia delle Scienze di Mosca e all'Istituto di Scienze Sociali per l'economia, la politica e la filosofia. Di ritorno in Messico, occupa la cattedra di Filosofia delle scienze, di Storia della filosofia e di Filosofia politica all'Università di Michoacan; viene arrestato nel 1966 e accusato di complotto contro il governo messicano. Dopo essere stato torturato, è consegnato al governo guatemalteco e imprigionato a Città del Guatemala dove è minacciato di morte. Un movimento di solidarietà in Guatemala e in tutta l'America latina gli permette di lasciare il carcere e di recarsi in Francia dal 1967. È professore di Storia e Letteratura latinoamericane all'École des Hautes Études de l'Amérique Latine, poi al CNRS, a Parigi. Occupa per diciotto anni la cattedra di Professore di Storia e Letteratura Latinoamericane all'Università della Franca Contea. Partecipa ai lavori dell'UNESCO dal 1974 al 1984, come rappresentante del Movimento Mondiale della Pace e del Partito Guatemalteco del Lavoro, l'unico partito della rivoluzione rimasto nella clandestinità. Dopo il pensionamento nel 1987 ha sempre vissuto a Marchaux, nei pressi di Besançon, senza interrompere la sua attività di filosofo, scrittore, poeta, critico fino alla morte, il 29 ottobre 2011.

## Opere

### Opere di Jaime Díaz Rozzotto
- (ES) Jaime Díaz Rozzotto, El carácter de la revolución guatemalteca: ocaso de la revolución democrático-burguesa corriente, Xalapa, Revista Horizonte, 1958.
- (ES) Jaime Díaz Rozzotto, La gnoseología del neopositivismo, Xalapa, Revista Horizonte, 1966.
- (FR) Jaime Díaz Rozzotto, Le général des Caraïbes, Paris, Éditeurs français réunis, 1971.
- (DE) Jaime Díaz Rozzotto, Lateinamerika, ein Kontinent wird geschmiedet, Luzern, Bucher Verlag, 1973, ISBN 376580178X.
- (ES) Jaime Díaz Rozzotto, El papel quemado, Ciudad de Guatemala, Serviprensa Centroamericana, 1993.
- (FR) Jaime Díaz Rozzotto, Création littéraire et expérience humaine: le Jardin de l'oubli, Besançon, CRDP de Franche Comté, 2002, ISBN 2840931346.
- Jaime Díaz Rozzotto, La infanta di cuori, a cura di Alberto Tognola, Balerna, Edizioni Ulivo, 2002.
- Jaime Díaz Rozzotto, Il generalissimo dei Caraibi, Varese, Arterigere-Chiarotto, 2010  [1971], ISBN 8889666498.

### Opere su Jaime Díaz Rozzotto
- Andrea Ganugi, Jaime Díaz Rozzotto, in Guatemala 1954: cronaca di una morte annunciata, Firenze, Firenze Libri, 1989.
- (FR) AA.VV., Hommage à Jaime Díaz-Rozzotto. L'Amérique latine entre la dépendance et la libération, in Collection Annales littéraires de l'université de Franche-Comté, n. 416, Presses universitaires de Franche-Comté, 1990, ISBN 2251604162, ISSN 0523-0535 (WC · ACNP).